# Archaeotinodes pauper
Archaeotinodes pauper là một loài Trichoptera hóa thạch trong họ Ecnomidae.